# LMFAO
Az LMFAO 2006-ban  Los Angelesben alakult, rapperekből és táncosokból álló amerikai elektro-hop duó. Zenéjük a bulizásról, ivásról szól, és a csoport általában utal a zenei stílusukra "Party Rock".  Az LMFAO név - Laughing My Fucking Ass Off kifejezés kezdőbetűiből áll, bár gyakran "Loving My Friends and Others" kifejezéssel használják.

## Tagjai
- Redfoo alias Stefan Kendal Gordy 1975.09.03.
- SkyBlu alias Skyler Gordy 1986.03.10.

Ők a Motown lemezkiadó alapítójának Berry Gordy-nak az unokaöccsei.

## Élet és karrier 2006–2010
Redfoo (Stefan Kendal Gordy) és SkyBlu (Skyler Gordy) a gazdag Los Angeles-i környéken a Pacifis Palisadesben nőtt fel, ahol 2006-ban megalakult az LMFAO. SkyBlue Berry Gordy és Thelma Coleman unokája, szülei Berry Gordy és Valeria Robeson. 2008 novemberében az Interscope lemezkiadóval szerződést kötöttek.

## A nemzetközi sikerek 2010–napjainkig
A csapat 2010-ben szerepelt David Guetta "Gettin Over You" című dalában, mely 11 országban került a listák élére, köztük az Egyesült Királyságban is, valamint az amerikai Hot 100-as listán és Kanadában is. A duó ezek után, 2010 végén felvette második albumát Sorry for a Party Rocking címmel, amely 2011 júniusában jelent meg az Egyesült Királyságban. Első kislemeze, a Party Rock Anthem, 2011 januárjában jelent meg, amely eddigi legsikeresebb szerzeményük volt, és az Egyesült Államokban, Kanadában, az Egyesült Királyságban valamint tíz másik országban is listavezető lett.
A második kislemez a Champagne Shower 2011 májusában jelent meg, melyen a brit énekes Natalia Kills is közreműködött. Ezt követte a Sexy and I Know It című harmadik kislemez 2011 szeptemberében, és az iTunes listáin világszerte, az ausztrál és a kanadai Hot 100-on pedig az első helyen végzett.
2011-ben az LMFAO megkezdte a turnézást, és először Ázsiába látogattak el. Megfordultak Szingapúrban, Manilán, Fülöp-szigeteken, Tajpei, Tajvan és Kuala Lumpurban is, majd 2011. június 30-án a turné végeztével 50000 ember várta őket, és Snoop Dogg-ot is. 2011. augusztus 29-én új videót forgatott a csapat az új kislemez Sexy and I know It címmel Kaliforniában, Venice Beach-en. 2012 -ben felléptek Budapesten, a Sziget Nagyszínpadán.

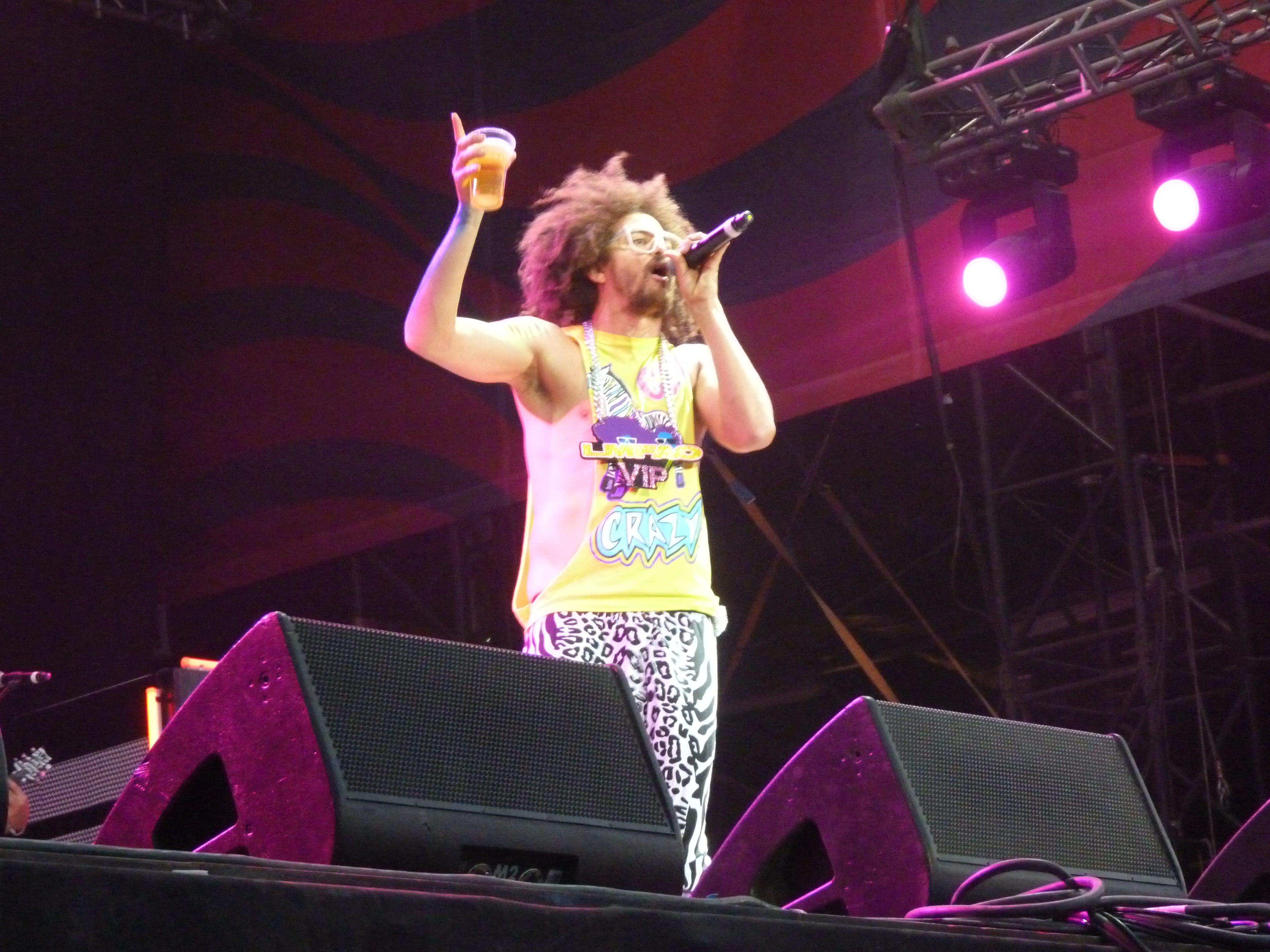
Sziget - 2012

## Hatások
A csapatra nagy hatással vannak azok az énekesek, előadók, mint például Tupac Shakur, vagy a Black Eyed Peas, különböző R & B művészek, mint James Brown és Michael Jackson, valamint olyan zenekarok, mint a Beatles és a Led Zeppelin. Az LMFAO hatalmas ihletet vett továbbá Adam Goldstein, ismertebb nevén DJ AM aki először vezette be őket az elektronikus zene világába. 2007-ben Jermaine Jackson, Michael Jackson bátyja is részt vett a Winter Music Conference-n Miamiban, ahol a duo szintén megjelent, és ott tapasztalatot szereztek, valamint az általuk keresett zenei stílust is megtalálták.

## Diszkográfia

### Stúdió albumok
| Cím                     | Album megjelenés                                                                      | Lista helyezés | Lista helyezés | Lista helyezés | Lista helyezés | Lista helyezés | Lista helyezés | Lista helyezés | Lista helyezés | Lista helyezés | Lista helyezés | Eladás                     | Helyezések  |
| Cím                     | Album megjelenés                                                                      | US             | AUS            | CAN            | FRA            | GER            | IRE            | NLD            | NZ             | SWI            | UK             | Eladás                     | Helyezések  |
| ----------------------- | ------------------------------------------------------------------------------------- | -------------- | -------------- | -------------- | -------------- | -------------- | -------------- | -------------- | -------------- | -------------- | -------------- | -------------------------- | ----------- |
| Party Rock              | - Megjelenés: 2009. július 7. - Kiadó: Interscope - Formátum: CD, digitális letöltés  | 33             | —              | 40             | 56             | —              | —              | —              | —              | —              | —              | - US: 210,000              | - CAN: Gold |
| Sorry for Party Rocking | - Megjelenés: 2011. június 21. - Kiadó: Interscope - Formátum: CD, digitális letöltés | 5              | 2              | 2              | 6              | 19             | 11             | 40             | 2              | 13             | 8              | - US: 49,700 - CAN: 12,600 | - AUS: Gold |

Studio Albumok:
Party Rock
Megjelenés: 2009. július 7.
Sorry For Party Rocking
Megjelenés: 2011. június 21.

### EP-k
| Cím           | EP                                                                                           |
| ------------- | -------------------------------------------------------------------------------------------- |
| Party Rock EP | - Meegjelent: 2008. július 1. - Kiadó: Interscope Records - Formátum: CD, digitalis letöltés |

## Kislemezek
| Dal                                                         | Év   | Chart helyezés | Chart helyezés | Chart helyezés | Chart helyezés | Chart helyezés | Chart helyezés | Chart helyezés | Chart helyezés | Chart helyezés | Chart helyezés | Tanúsítvány                                                                     | Album                   |
| Dal                                                         | Év   | US             | AUS            | CAN            | FRA            | GER            | IRE            | NLD            | NZ             | SWI            | UK             | Tanúsítvány                                                                     | Album                   |
| ----------------------------------------------------------- | ---- | -------------- | -------------- | -------------- | -------------- | -------------- | -------------- | -------------- | -------------- | -------------- | -------------- | ------------------------------------------------------------------------------- | ----------------------- |
| "I'm in Miami Bitch"                                        | 2008 | 51             | 27             | 37             | —              | —              | —              | —              | —              | —              | 86             | - AUS: Gold - CAN: Platinum                                                     | Party Rock              |
| "La La La"                                                  | 2009 | 55             | —              | —              | —              | —              | —              | —              | —              | —              | 144            |                                                                                 | Party Rock              |
| "Shots" (featuring Lil Jon)                                 | 2009 | 68             | 75             | 53             | —              | —              | —              | —              | —              | —              | —              | - CAN: Platinum                                                                 | Party Rock              |
| "Yes"                                                       | 2009 | —              | —              | 68             | —              | —              | —              | —              | —              | —              | —              |                                                                                 | Party Rock              |
| "Party Rock Anthem" (featuring Lauren Bennett and GoonRock) | 2011 | 1              | 1              | 1              | 1              | 1              | 1              | 6              | 1              | 1              | 1              | - AUS: 7× Platinum - GER: Gold - NZ: 3× Platinum - SWI: Platinum - UK: Platinum | Sorry for Party Rocking |
| "Champagne Showers" (featuring Natalia Kills)               | 2011 | —              | 9              | 53             | 12             | 41             | 15             | 81             | 8              | 56             | 32             | - AUS: Platinum                                                                 | Sorry for Party Rocking |
| "Sexy and I Know It"                                        | 2011 | 1              | 1              | 1              | 3              | 8              | 4              | 7              | 1              | 7              | 5              |                                                                                 | Sorry for Party Rocking |
| "Sorry for Party Rocking"                                   | 2012 | 49             | 32             | 31             | 16             | —              | 18             | 35             | 27             | 43             | 23             |                                                                                 | Sorry for Party Rocking |
| "—" denotes single that did not chart or was not released   |      |                |                |                |                |                |                |                |                |                |                |                                                                                 |                         |

### Közreműködő előadóként
| Dal                                                                         | Év   | Lista helyezés | Lista helyezés | Lista helyezés | Lista helyezés | Lista helyezés | Lista helyezés | Lista helyezés | Lista helyezés | Lista helyezés | Lista helyezés | Tanúsítvány        | Album                |
| Dal                                                                         | Év   | US             | AUS            | CAN            | FRA            | GER            | IRE            | NLD            | NZ             | SWI            | UK             | Tanúsítvány        | Album                |
| --------------------------------------------------------------------------- | ---- | -------------- | -------------- | -------------- | -------------- | -------------- | -------------- | -------------- | -------------- | -------------- | -------------- | ------------------ | -------------------- |
| "Shooting Star" (David Rush featuring Kevin Rudolf, LMFAO and Pitbull)      | 2008 | —              | —              | 66             | —              | —              | —              | —              | —              | —              | —              |                    | Feel the Rush Vol. 1 |
| "Outta Your Mind" (Lil Jon featuring LMFAO)                                 | 2010 | 84             | —              | —              | —              | —              | —              | —              | —              | —              | —              |                    | Crunk Rock           |
| "Gettin' Over You" (David Guetta and Chris Willis featuring Fergie & LMFAO) | 2010 | 31             | 5              | 12             | 1              | 15             | 4              | 21             | 3              | 11             | 1              | - AUS: 2× Platinum | One Love             |
| "—" denotes single that did not chart or was not released                   |      |                |                |                |                |                |                |                |                |                |                |                    |                      |

### Egyéb helyezett dal
| Dal                       | Év   | Lista helyezés | Album                   |
| Dal                       | Év   | AUS            | Album                   |
| ------------------------- | ---- | -------------- | ----------------------- |
| "Sorry for Party Rocking" | 2011 | 1              | Sorry for Party Rocking |